# Río Maullín
Río Maullín är ett vattendrag   i Chile.   Det ligger i regionen Región de Los Lagos, i den södra delen av landet, 900 km söder om huvudstaden Santiago de Chile. Flodens källa är Lago de Llanquihue
Området kring Río Maullín är det glesbefolkat, med 15 invånare per kvadratkilometer.